# Cinzano
|  | Per a altres significats, vegeu «Cinzano (municipi)». |

Cinzano és una marca italiana de vermut, que des de 1999 és propietat del Grup Campari. Té diverses versions: 
- Cinzano Rosso, l'original,[1] de color ambre amb un "deix delicat més persistent i típic";[2]
- Cinzano Bianco, blanc i més sec que el Rosso, un vermut dolç habitualment servit fred per beure sol com a aperitiu o com a ingredient d'un còctel;[2]
- Cinzano Extra Dry, un vermut sec suaument condimentat;[2]
- Cinzano Rosé, de color rosaci amb tocs de taronja i gust de roses.[2]
- Cinzano Limetto, amb pell de llimona, mandarina, taronja amarga i espècies.
- Cinzano Orancio, amb taronja dolça, caramel cremat, fruites caramel·litzades i vainilla.

Cinzano té també una línia de vins escumosos:
- Asti, vi escumós de la regió d'Asti.
- Gran Cinzano, vi escumós elaborat a partir de raïms Muscat Blanc i Trebbiano.
- Pino Chardonnay Cinzano, vi escumós elaborat a partir de raïms Pinot i Chardonnay.
- Prosecco Cinzano, vi escumós de raïms Muscat Blanc de Colline Trevigiane.
- Rosé, vi escumós elaborat a partir de raïms Durello, Graganega, Trebbiano i Pinot Noir.

## Història
Els vermuts de Cinzano daten de 1757 i de la botiga d'herbes de Torí dels germans, Giovanni Giacomo i Carlo Stefano Cinzano, que van crear un nou "rosso de vermut" (vermut vermell) utilitzant plantes aromàtiques dels Alps italians amb una (encara secreta) recepta que combina 35 ingredients, entre els quals s'inclouen marduix, farigola i una espècie d'achillea coneguda com a milfulles d'almesc'. Va arribar a ser conegut com el "vermut de Torí" i va demostrar ser popular entre la burgesia.
Després va sorgir a Cinzano Bianco, basat en una combinació diferent d'herbes que van incloure artemísia, canyella, clau d'olor, fruits cítrics i gentiana. Va ser seguit per la versió Extra Dry.
Les exportacions van començar el 1890 Argentina, Brasil i els Estats Units, entre d'altres. A París el 1912, Cinzano va ser el primer producte a ser anunciat en un cartell de neó.
Cinzano va ser un negoci familiar fins a 1985. A començaments d'aquell any la família de Marone, industrials de Torí, van començar a vendre accions del negoci, culminant el 1992 amb un acord per transformar Cinzano International en propietat íntegrament d'International Distillers and Vintners Limited, subsidiària de Grand Metropolitan. Per aquest temps, la participació en les vendes de Cinzano a Europa era d'un sol dígit, lluny del seu principal competidor, Martini.
A conseqüència d'una fusió el 1997, Grand Metropolitan es va transformar en Diageo; dos anys després, Diageo va vendre Cinzano al Grup Campari.

## Cinzano en la cultura popular
Al film El Secret de Santa Vittoria de 1969, el secret és on els vilatans de Santa Vittoria oculten el milió d'ampolles de vi que venen a la companyia Cinzano. La marca va sortir destacada al film El relleu (Breaking Away) de 1979.
Cinzano patrocina equips de carreres, especialment de Motogp.
Durant els anys 1970 Cinzano va produir una sèrie d'anuncis televisius al Regne Unit amb els actors anglesos Leonard Rossiter i Joan Collins. Encara que els anuncis van ser populars i aclamats per la crítica, investigacions van mostrar que van fallar en el reconeixement de la marca per part dels consumidors i que la campanya va fer augmentar les vendes del arxirival Martini. L'any 2000, tanmateix, l'anunci conegut com a "Airliner" de 1979 va ser nomenat com l'11è millor anunci de televisió de tots els temps, en un sondeig realitzat per The Sunday Times i Channel 4.